# Magyargencs
Magyargencs là một thị trấn thuộc hạt Veszprém, Hungary. Thị trấn này có diện tích 38,01 km², dân số năm 2010 là 538 người, mật độ 14 người/km².